# San Antonio Bulujib
San Antonio Bulujib es una localidad del estado mexicano de Chiapas. Es parte del municipio de Chilón.

## Toponimia
El nombre «San Antonio» hace referencia al santo patrono de la localidad: San Antonio de Padua.

## Demografía
| Gráfica de evolución demográfica |
|                                  |

| Censo | Población |
| ----- | --------- |
| 1990  | 681       |
| 2000  | 821       |
| 2010  | 1 206     |
| 2020  | 1 522     |